# Frei Casimiro Zaffonato
Ernesto Zaffonato o Frei Casimiro Zaffonato (12 de agosto de 1912 - 11 de junio de 1988, Antônio Prado, Rio Grande do Sul, Brasil) fue un sacerdote católico y educador brasileño, reconocido por sus contribuciones a la educación y el desarrollo de la comunidad de Ipê, Rio Grande do Sul. 

## Biografía
Frei Casimiro ingresó a la vida religiosa en 1929, realizando su profesión religiosa en el Convento Sagrado Corazón de Jesús, en Flores da Cunha. En 1937 fue ordenado presbítero por Dom Frei Cândido Maria Bampi.[cita requerida]
Se convirtió en una figura importante para Ipê, donde ejerció su pastoral durante 23 años, a partir de 1964, como párroco de la Iglesia Matriz. A mediados de la década de 1960, al percatarse de la necesidad de medios educativos, Frei Casimiro fue uno de los principales artífices de la fundación del Ginásio Estadual de Vila Ipê. Junto con la comunidad local, construyó una escuela que en 2001 pasó a llamarse "Escola Estadual de Educação Básica Frei Casimiro Zaffonato", en homenaje a su legado con la institución.[cita requerida]
Además de su labor religiosa, Frei Casimiro desempeñó un papel en la emancipación del municipio de Ipê, sirviendo como vicepresidente de la Comisión de Emancipación formada en 1985. La escuela que lleva su nombre es la única que ofrece educación secundaria en la región, actualmente atendiendo a cientos de estudiantes de Ipê.

## Muerte
Frei Casimiro Zaffonato falleció a los 76 años en el Hospital Pompéia de Caxias do Sul y fue sepultado en el Cementerio público de Ipê.